# Afrykanerzy
Afrykanerzy (afr. Afrikaners czyli dosłownie „Afrykanie”) – biali mieszkańcy Republiki Południowej Afryki oraz Namibii, żyjący również w diasporze w innych krajach Afryki: w Zimbabwe, Lesotho, Eswatini, Mozambiku, Angoli, Zambii, Botswanie oraz Kenii, po 1994 roku również w Wielkiej Brytanii, Australii, Kanadzie, Nowej Zelandii, USA, Belgii, Holandii, Niemczech, ZEA, na Tajwanie oraz w Gruzji, mówiący językiem afrikaans i wyznający głównie kalwinizm. Według cenzusu z 2011 roku w RPA zamieszkiwało 2,7 mln Afrykanerów.

## Historia

### Kształtowanie się świadomości narodowej
Są potomkami holenderskich, niemieckich i francuskich osadników, którzy przybywali do Kolonii Przylądkowej w latach 1652–1795. W przeszłości określani mianem Burów (dosłownie chłopów w języku niderlandzkim) w wiek XIX weszli jako świadoma swej odrębności grupa etniczna.
Na ukształtowanie się świadomości narodowej Afrykanerów decydujący wpływ miały: język afrikaans (który ostatecznie wyodrębnił się z niderlandzkiego pod koniec XIX wieku) oraz kalwinizm (Holenderski Kościół Reformowany, teoria predestynacji), ten zaś miał przemożny wpływ na rozpoczęcie Wielkiego Treku. Przywódcy religijni m.in. Sarel Cilliers szukali analogii pomiędzy sytuacją starożytnych Izraelitów a współczesnych im Burów. I tak rządzona przez Brytyjczyków Kolonia Przylądkowa to Egipt – dom niewoli, interior Afryki – Ziemia Obiecana, Burowie – Naród Wybrany, Trek – wędrówka do Ziemi Obiecanej, Murzyni – potomkowie Chama). Podkreślano też stałą opiekę Opatrzności nad swoim ludem (Będzie dobrze, bo Bóg nas prowadzi, af. Sal dit wel wees, God regeer). Boskiej opatrzności przypisywano spektakularne zwycięstwo nad Blood River. Wielki Trek stał się mitem założycielskim nowego narodu.
Procesy narodotwórcze zostały uwieńczone powstaniem państwowości burskiej w latach 40. XIX wieku. II wojna burska i związana z tym martyrologia tego narodu ostatecznie utrwaliła powstanie narodu afrykanerskiego. Nierówna walka z największym Imperium ówczesnego świata utrwaliła dumę z własnej odrębności, zarówno w stosunku do Brytyjczyków, jak i czarnoskórych Afrykańczyków. Od końca XIX wieku teoretycy afrykanerskiego nacjonalizmu, by zaznaczyć zerwanie związków z Europą, a jednocześnie podkreślić ich miłość do Afryki, zaczęli określać Burów mianem Afrykanerów.
Afrykanerzy traktują Afrykę jako swoją jedyną ojczyznę, a samych siebie jako jedyny, biały naród (plemię) na kontynencie. Nie uważają więc siebie za Europejczyków mieszkających w Afryce, zachowujących związki z metropolią. Podobnie jak biali Amerykanie w stanach Południa uważają się za tubylców, dzieci Afryki Południowej (af. Kinders van Suid-Afrika).
Od momentu powstania Związku Południowej Afryki Afrykanerzy współrządzili wraz z Brytyjczykami.

### Okres apartheidu
W latach 1949–1994 władzę sprawowała Partia Narodowa, zyskując poparcie zdecydowanej większości elektoratu afrykanerskiego. Partia Narodowa zapoczątkowała politykę apartheidu, czyli system rasistowskiej dyskryminacji nie-białych mieszkańców kraju. Apartheid jest uważany przez ONZ za zbrodnie przeciwko ludzkości. W tym okresie Afrykanerzy stanowili 17% ludności kraju i posiadali 87% ziemi, kontrolowali całą infrastukturę i gospodarkę kraju. Wszyscy nie-biali mieszkańcy kraju byli pozbawieni praw obywatelskich i w większości żyli w ubóstwie.

### Po upadku apartheidu
Według cenzusu z 1996 roku w 2 lata po upadku apartheidu w RPA mieszkało 2,5 mln Afrykanerów (wielkość populacji nie uległa zmianie w porównaniu z danymi z 1985 roku). 
Rząd ANC po upadku apartheidu rozpoczął reformę rolną. Ma ona dwa aspekty: restytucja i redystrybucja. Program restytucji dotyczy rekompensaty dla czarnych i kolorowych mieszkańców kraju, którym w okresie apartheidu odebrano ziemie (w latach 1960-1983 rząd przymusowo wysiedlił 3,5 mln nie-białych z terenów, które miały być przeznaczone wyłącznie dla białych, część z tych osób została wywłaszczona a ziemia zajęta przez białych). W 2007 roku doszło do pierwszego wywłaszczenia terenu zajętego przez białego farmera w okresie apartheidu. W ramach programu redystrybucji farmerzy sprzedają ziemie po cenach rynkowych czarnym mieszkańcom kraju, państwo udziela kupującym grantów na zakup ziemi. Do marca 2007 roku rozdzielono 5% ziemi należącej do białych. W grudniu 2019 roku rząd RPA zaproponował wprowadzenie poprawki do konstytucji, która umożliwi wywłaszczenie bez rekompensaty ziemi, która została przejęta przez białych farmerów na skutek prawa obowiązującego w okresie apartheidu.
W niektórych obozach politycznych Ameryki Północnej i Europy – z reguły prawicowych, popularny jest pogląd, że Afrykanerzy są zagrożeni ludobójstwem, które miałoby polegać na (rzekomo popieranych przez rząd) mających podłoże rasistowskie, atakach na ich farmy. Biali farmerzy padają często ofiarami morderstw, nie jest jednak możliwe ustalenie, czy wszystkie ataki czy morderstwa miały tło rasowe, podobnie nie ma jednoznacznych dowodów, by były inspirowane z poziomu rządowego. W latach 2016–2017 doszło do 66 morderstw białych farmerów, w całym RPA doszło natomiast do 19 tys. morderstw. Liczba ataków i morderstw na farmach spadała w latach 2001-2018, w 2017 roku liczba morderstw była najniższa od 30 lat. W latach 1998–2001 2% ataków na farmy miało podtekst rasowy, 89% to zwykłe napady rabunkowe (dane dotyczą wyłącznie tych przypadków, gdy wykryto sprawców i określono motyw).

## Geografia

### Republika Południowej Afryki
W demografii RPA nie ma pojęcia "Afrykanerów", jako grupy etnicznej, ale przyjęło się za Afrykanerów uważać Południowoafrykańczyków białej rasy. Na podstawie cenzusu narodowego z roku 2001 w RPA żyło 2 536 906 białych z afrikaans jako 1. językiem (1996: 2 558 956).
Rozmieszczenie ludności burskiej w poszczególnych prowincjach:
- Prowincja Przylądkowa Wschodnia 148 809 (1996: 154 513), 2,31% ogółu populacji
- Wolne Państwo 214 020 (1996: 279 135), 7,9% ogółu populacji
- Gauteng 1 003 860 (1996: 958 351), 11,36% ogółu populacji
- KwaZulu-Natal 116 307 (1996: 124 555), 1,22% ogółu populacji
- Limpopo 110 028 (1996: 98 875), 2,08% ogółu populacji
- Mpumalanga 170 526 (1996: 208 655), 5,46% ogółu populacji
- Prowincja Przylądkowa Północna 93 222 (1996: 101 704), 11,33% ogółu populacji
- Prowincja Północno-Zachodnia 218 611 (1996: 196 347), 5,95% ogółu populacji
- Prowincja Przylądkowa Zachodnia 461 522 (1996: 436 822), 5,95% ogółu populacji[14]

### Namibia
W Namibii w 1991 r. żyło 133 324 Afrykanerów (9,5% ogółu populacji). Najwięcej ich żyje w Windhuk i w prowincjach południowych.  

### Reszta świata
Afrykanerzy emigrowali głównie do USA, Kanady, Wielkiej Brytanii, Holandii, Belgii, Australii i Nowej Zelandii.
Duża liczba młodych Afrykanerów bierze udział w międzynarodowych praktykach i pracach wakacyjnych, głównie w Wielkiej Brytanii i innych krajach Wspólnoty Narodów.

## Nacjonalizm
Afrykanerów cechuje silny nacjonalizm i poczucie odrębności narodowej nie tylko wobec ludności kolorowej ale i innych białych. Nacjonalizm Afrykanerów budował się w trakcie walk z rdzennymi Afrykanami w XIX wieku oraz podczas wojen burskich na przełomie XIX i XX stulecia.
Afrykanerzy są też znani ze swoich konserwatywnych poglądów na kwestie obyczajowe i społeczne oraz mocne przywiązanie do wyznania kalwińskiego religii chrześcijańskiej. Afrykanerski nacjonalizm w skrajnej wersji doprowadził do powstania doktryny i reżimu apartheidu w latach 1948-1989. Jednym z przejawów nacjonalizmu afrykanerskiego jest koncepcja separatystycznego państwa Burów czyli Volkstaat.

## Czarnoskórzy Afrykanerzy
Około 100 czarnoskórych rodzin, które identyfikują się jako Afrykanerzy, mieszka w miejscowości Onverwacht, założonym w 1886 r. W pobliżu górniczego miasta Cullinan. Członkowie społeczności są potomkami uwolnionych niewolników, którzy towarzyszyli voortrekkerom, którzy osiedlili się w okolicy.

## Instytucje kulturalne
Afrikaanse Taal- en Kultuurvereniging (ATKV) (Afrykanerskie Stowarzyszenie Języka i Kultury) – jest odpowiedzialne za promowanie języka i kultury Afrykanerów. 
Die Voortrekkers – ruch młodzieżowy dla Afrykanerów z Afryki Południowej i Namibii, zrzeszający ponad 10 000 aktywnych członków, którzy promują wartości kulturowe oraz zachowują normy i standardy jako chrześcijanie.